# Ambasciatori bavaresi in Sassonia
L'ambasciatore bavarese in Sassonia era il primo rappresentante diplomatico della Baviera (già Elettorato di Baviera) in Sassonia.
Le relazioni diplomatiche iniziarono ufficialmente nel 1676 e terminarono nel 1918.

## Regno di Baviera
...
- 1807–1813: Christian Hubert Pfeffel von Kriegelstein (1765–1834)
- 1816–1839: Friedrich von Luxburg (1783–1856)
- 1839–1841: Ferdinand Johann Baptist von Verger (1806–1867)
- 1841–1845: Klemens August von Waldkirch (1806–1858)
- 1845–1847: Ludwig von Montgelas (1814–1892)
- 1847–1868: Maximilian von Gise (1817–1890)
- 1868–1869: August Lothar von Reigersberg (1815–1888)
- 1870–1874: Ludwig von Paumgarten-Frauenstein (1821–1883)
- 1874–1883: Rudolf von Gasser (1829–1904)
- 1883–1887: Gideon von Rudhart (1833–1898)
- 1887–1903: Friedrich von Niethammer (1831–1911)
- 1903–1916: Eduard von Montgelas (1854–1916)
- 1916–1918: Ernst von Grunelius (1864–1943)

1918: Chiusura dell'ambasciata